# Пичугина, Прасковья Никитична
Праско́вья Ники́тична Пичу́гина (23 августа [5 сентября] 1903, Спасский уезд, Рязанская губерния — 19 мая 1977) — советский рабочий, депутат Верховного Совета СССР.

## Биография
Родилась в 1903 году 23 августа в селе Половское Спасского уезда Рязанской губернии.
Была выбрана односельчанами женским делегатом в селе Половское в 1925 году, затем членом сельсовета вплоть до 1929 года и делегатом первого съезда в г. Спасске.
Приехала к мужу, Сергею Ивановичу, в Москву из села Половское с двумя детьми в 1929—1930 году в поисках работы. Он приехал раньше неё и устроился на завод «Парострой» (бывший «Котельный завод А. В. Бари»).
В Москве была избрана в «топливную тройку» домоуправления, затем в 1931 году пошла на строительство завода «Шарикоподшипник» ГПЗ подсобной рабочей, училась на сборщика. Муж быстро остался безработным, состоял на бирже труда. Позже устроился на завод «Серп и молот», был нормировщиком.
19 марта 1932 года Пичугиной была доверена сборка первого советского подшипника. Одной из первых награждена Орденом Трудового Красного Знамени (двух- или трехзначного порядкового номера).[уточнить] Позже была награждена орденом Красной Звезды. Член ВКП(б) с 1932 года.
В 1934 году стала бригадиром и мастером шариковой группы сборочного цеха, была избрана от завода депутатом Моссовета, выполняла поручения Рабоче-крестьянской Инспекции под руководством М. И. Ульяновой, сестры Ленина.
В 1937 году была избрана председателем Таганского (Пролетарского) райисполкома, позже была избрана депутатом Верховного Совета СССР и в этот же день, 12 декабря 1937 года, собрала юбилейный 100-миллионный подшипник.
Как депутат Верховного совета работала в комиссии по помилованию, которую возглавлял М. И. Калинин.
На заводе «Шарикоподшипник» существовал музей, в котором был стенд, посвящённый Пичугиной.
Умерла 19 мая 1977 года после долгой тяжёлой болезни, похоронена на Химкинском кладбище.